# Великі Глібовичі
Вели́кі Глі́бовичі (до 1946 року — Глібовичі Великі) — село в Україні, у Бібрській міській громаді, Львівського району, Львівської області. Орган місцевого самоврядування — Бібрська міська громада. Населення становить 1600 осіб.
Великі Глібовичі до 2020 року були центром Великоглібовицької сільської ради, якій були підпорядковані також села Волощина та Підмонастир, а нині Великі Глібовичі — центр Великоглібовицького старостинського округу.

## Географія
Село у Львівському районі, Львівської області поблизу Бібрки, за 36 км на південний схід від Львова. Простягається з півночі на південь вздовж лівого берегу річки Давидівка, що впадає у Дністер. Село має велику протяжність (близько 15 км) та розділене на частини «Задвір» (у минулому окреме село, розташоване за панським двором), «Горіше», розташоване на гористій місцевості, «Доліше» — у долині села, «Сторонка» — частина села, розташована дещо осторонь.

## Населення
За інформацією, поданою у Географічному словнику Королівства Польського та інших слов'янських теренів, на 1880 рік чисельність населення села становила 1637 осіб, з них римо-католиків — 158, греко-католиків — 1452, євреїв — 27, у 1930 році — 2785 осіб. У 1939 році у селі мешкало лише 1390 осіб. Проте відомий український історик Володимир Кубійович наводив зовсім інші дані. Так, на січень 1939 року населення Великих Глібович становило 3280 осіб, з них: 1980 українців-греко-католиків, 600 польських колоністів, 600 українців-римокатоликів та 100 євреїв.
Наприкінці 1960-х років в селі мешкало 2488 осіб. За даними всеукраїнського перепису населення 2001 року чисельність населення Великих Глібович становила 1977 осіб, у 2021 році — 335 осіб.
Мова
Розподіл населення за рідною мовою за даними перепису 2001 року був наступним:
| українська | 1990 | 99,65 |
| російська  | 7    | 0,35  |

## Історія
Перша письмова згадка про село датована до 1442 року (скарга Станіслава Стадницького із Звенигорода до Львівського суду на Яська з Глібович). Глібовичі належали до великого комплексу старосільських маєтків, власником котрих до 1500 року був воєвода Ян Амор Тарновський, а після його смерті — син Ян Тарновський, великий коронний гетьман. Внаслідок шлюбно-родинних зв'язків село у складі посагу Софії Тарновської перейшло у власність роду князів Острозьких. Упродовж XVI—XVII століть на Великі Глібовичі неодноразово нападали татари і турки. Проте повністю воно було знищене у 1648 року під час військових дій національно-визвольної війни у Галичині. Упродовж XVII—XVIII століть селом почергово володіли князі Радзивілли, Любомирські, Сенявські, Чарторийські. У 1778 році старосільські маєтки повернулися до княгині Любомирської, котра 1809 року заповіла їх власним онукам, Альфреду та Артуру Потоцьким. Родина Потоцьких була власниками маєтків у Глібовичах до початку другої світової війни.
Наприкінці XIX століття в селі діяли державна початкова школа, позичкова громадська каса та гамарня міді (металоплавильна майстерня).
1910 року у Великих Глібовичах функціонувало вже дві школи — чотирикласна на «Доліше» та однокласна на «Горіше» частини села.
На початку 1930-х років існували достатньо розвинені дрібна промисловість та інфраструктура. Діяла каса сільської ощадно-кредитної спілки Францішека Стефчика, які у народі називали «касами Стефчика». Працював кооператив «Kółko rolnicze». Успішно функціонували цегельня Я. Зюха, млини Ж. Шидловського та графа Альфреда Потоцького, декілька шинків (власники Х. Акер, Н. Альтер, Й. Міллет, А. та Й. Зюхи). Майстерні мали теслі П. Башта та В. Дамка, коваль М. Буржанський, кравці Ф. Філас та Й. Велш.
У 1930 році село постраждало від пацифікації, яку проводила польська влада. 11 жовтня 1930 року в селі польські вояки побили 11 осіб.
Після приходу радянської влади у селі був організований колгосп імені Т. Шевченка. 1940 року утворено Великоглібовицьку сільську раду, до складу якої у 1959 році увійшли села Волощина та Підмонастир. 5 лютого 1965 року Указом Президії Верховної Ради Української РСР Великоглібовицьку сільраду Пустомитівського району передано до складу Перемишлянського району.

### Національно-визвольна боротьба у XX столітті
На початку XX століття у Великих Глібовичах, як і по всій Галичині, відбувалося відродження національної свідомості українського, переважно сільського населення. Значною мірою цьому сприяла поява у селах українських читалень товариства «Просвіта». У Великих Глібовичах перші дві читальні з'явилися у 1901 році. Одна була розташована у горішній, а друга у долішній частинах села. З невеликими перервами вони діяли до приходу радянської влади у 1939 році.
Під час першої світової війни військові лихоліття не обійшли стороною село, хоча великих боїв поблизу Великих Глібович не велося. Тому село практично не постраждало — лише були знищені сільська корчма та приватний будинок. Про участь у війні рекрутів з Великих Глібович відомо, що уродженець цього села Корнель Ващук (нар. 1893), служив десятником у 7-й сотні 1-го полку УСС.
Невдовзі розпочалася українсько-польська війна 1918—1919 років Тоді до лав УГА мобілізовано 16 осіб з Глібович, 6 з яких полягли в боях з поляками за волю України.
Наявність у Великих Глібовичах залізничної станції стала визначальним фактором для розташування там узимку 1918 року штабу і тилових служб групи Січових Стрільців «Старе Село». Група «Старе Село» у перші місяці війни займала села Давидів, Сихів, Зубра, Котельники та Солонка, оточуючи Львів з півдня.
Командував групою сотник Осип Микитка, колишній командир легіону УСС і майбутній комендант І корпусу УГА. Начальником штабу був сотник Богдан Гнатевич, командиром кінноти поручник Іван Іванець, а тиловим забезпеченням керував сотник Осип Навроцький. Наприкінці грудня 1918 року підрозділи групи взяли участь в операції зі звільнення Львова, наступаючи на передміське село Персенківку.
Після поразки національно-визвольних змагань на початку 1920-х років у Галичині виникли підпільні збройні формування — спочатку УВО, згодом — ОУН.
1930 року у Великих Глібовичах відбувся один із перших та найбільш відомих актів експропріації;— «екси», що здійснювали «летючі бригади» ОУН. Таку акцію організував Юліан Головінський, тогочасний Крайовий провідник ОУН та Крайовий командант УВО. Метою ексу був напад на поштовий транспорт, що перевозив готівку від залізничної станції «Великі Глібовичі-Бібрка» до повітового уряду у Бібрці.
Юліан Головінський призначив це завдання для боївки УВО, керівником якої був Зиновій Книш (псевдо «Ренс»), колишній бойовий референт при Крайовій Команді УВО. Участь у нападі брали ще троє бойовиків — Юрко Дачишин (псевдо «Кришталь»), Григорій Пісецький (псевдо «Цуньо») та Микола Максимюк (псевдо «Кох»). Акцію провели в полудень 30 липня 1930 року. Польського поліціянта Молєвського, що ескортував автомобіль, під час нападу було вбито. У процесі переслідування поліцією відбулась перестрілка в лісі під Великими Глібовичами, де загинув Григорій Пісецький. Внаслідок операції ОУН отримала 26 000 злотих. Реакція польської влади, згідно з дописами «Сурми», була жорсткою — закрили осередок організації «Пласт», а керівництво організації звинуватили у вихованні бойовиків ОУН. Підставою для такого кроку стало те, що на загиблому Григорію Пісецькому була пластова сорочка. Арешти, проведені у зв'язку з нападом під Бібркою, позначилися на подальшій долі багатьох членів ОУН. На лаву підсудних потрапили особи, звинувачені у приналежності до організації. Через рік, у листопаді 1931 року, львівський суд за напад на поштовий автомобіль під Бібркою засудив: головного винуватця Юрія Дацишина до смертної кари (вирок замінено на 20 років ув'язнення), Зиновія Книша до 15 років, Богдана Кравціва та Зенона Пеленського до 3 років, Богдана Кордюка до 1,5 року тюремного ув'язнення. Також був арештований Іван Габрусевич, референт Юнацтва ОУН, що організовував сітку Юнацтва на Бібрщині. Його разом з братом Володимиром було затримано 23 серпня 1930 році на залізничній станції «Великі Глібовичі-Бібрка».

### Друга світова війна і «перші совіти»
У вересні 1939 року представники радянської влади у Великих Глібовичах утворили Тимчасовий комітет, до складу якого увійшли І. Тимошенко (голова), Т. Кіт (заступник голови), П. Паливода (секретар) та ще троє осіб. 14 жовтня 1939 року у селі було створено дві виборчі дільниці для виборів до Народних Зборів: № 26 (Горіше) і № 27 (Доліше) з кількістю населення відповідно 785 та 597 осіб. Після включення Галичини у жовтні 1939 року до складу Радянської України постановою Львівського обласного комітету «Про утворення сільських селищних та міських рад, підпорядкованих райвиконкомам» у січні 1940 року була утворена Великоглібовецька сільська рада з центром у селі Великі Глібовичі.
Практично відразу після утвердження радянської влади на землях Галичини розпочалися арешти та вивезення так званих «ворожих елементів» — заможних господарів, учасників підпілля ОУН. Зокрема, відповідно до Оперативного плану Наркомату внутрішніх справ УРСР про виселення родин осадників і лісників Львівської області від 21 січня 1940 року, з села Великі Глібовичі було вивезено 4 родини загальною кількістю 20 осіб. Операцію проводила «трійка» у складі голови II відділу УДБ УНКВС молодшого лейтенанта держбезпеки Черпакова К. Д. (керівника), голови повітового відділу НКВС молодшого лейтенанта держбезпеки Малишева, оперуповноваженого III відділу УНКВС старшого лейтенанта Лімонова М. М.
Господарювання радянської влади на Західній Україні тривало недовго. Наприкінці червня 1941 року на територію Галичини увійшли німецькі війська.
Німецька окупація тривала до літа 1944 року. У липні того ж року радянські війська витіснили німецькі частини за межі Львівської області. Першим у Бібрку та околиці увійшов 205-й гвардійський стрілецький полк 70-ої гвардійської мотострілецької дивізії. Радянські війська продовжили просування на захід. Друга світова війна наближалась до свого завершення. Після повторного утвердження радянської влади на землях Західної України продовжились виселення, репресії та облави НКВС, завдяки чому окупанти хотіли максимально позбавитися від націоналістичного підпілля та «ворогів народу».
Для поповнення лав Червоної армії багато мешканців Галичини силоміць мобілізували на фронт. Зокрема, з Великих Глібович 9 вересня 1944 року НКВС мобілізував близько 100 осіб, які на той час працювали на залізниці. Усього на фронтах другої світової війни воювало 139 мешканців села, 53 з них загинули. 
З 23 вересня до 3 жовтня 1944 року спецпідрозділи НКВС провели облави з метою викриття підпілля УПА. У Великих Глібовичах було затримано 120 осіб, у тому числі 31 жінку. Повстанці, опинившись у такій ситуації, вдалися до відплатних акцій.
Станом на 1946 рік в селах навколо Бібрки діяв бойовий загін Федора Коваля-«Мороза» (заарештований 23 лютого 1946 року) чисельністю близько 60 осіб, а у Великих Глібовичах оперувала кущова боївка Михайла Василика-«Чубатого».
Після 1946 року на території та в околицях села Великі Глібовичі періодично відбувалися сутички між підпільниками та підрозділами МГБ. Зокрема:
- 29 лютого 1948 року відбувся бій між підпільниками та емгебістами; сторони мали по одному вбитому;
- 23 травня 1948 року підпільники спалили сільський клуб;
- 1 березня 1949 року повстанці застрілили одного емгебіста;
- 17 липня 1949 року оперативна група МГБ під час облави в селі натрапила на двох підпільників; у сутичці загинув один підпільник, який застрелив сержанта та поранив рядового;
- 5 січня 1950 року, перебуваючи у криївці, оточені емгебістами, загинули українські повстанці Михайло Калитин, Іван Хомишин та троє невідомих повстанців.

Наразі тривають пошуки інформації про продовження повстанської боротьби у селі після 1950 року. Радянська влада приглушила народний опір аж до кінця 1980-х років, коли нарешті з'явилася перспектива здобуття Україною державної самостійності.
Після проголошення незалежності України у Великих Глібовичах була насипана п'ятнадцятиметрова символічна могила «Борцям за волю України», встановлені хрести на місцях загибелі вояків УПА. У місцевій школі розташована пам'ятна таблиця з іменами великоглібовецьких повстанців, проводяться вечори пам'яті.

## Освіта
Історія Великоглібовицької ЗОШ I-III ступенів імені Юліана Головінського бере початки з XVII століття. Школа спочатку була двокласною та двомовною (польською та українською), а згодом стала чотирикласною.
У 1980-х роках почалося будівництво нового приміщення школи, яке було відкрито 1988 року та й функціонує понині. проєктна потужність — 320 учнів. При цьому змінився статус навчального закладу — загальноосвітня середня школа. У Великоглібовицькій ЗОШ I-III ступенів навчаються діти з сіл Суходіл, Підмонастир, Вільховець, Лани, Серники.

## Пам'ятки

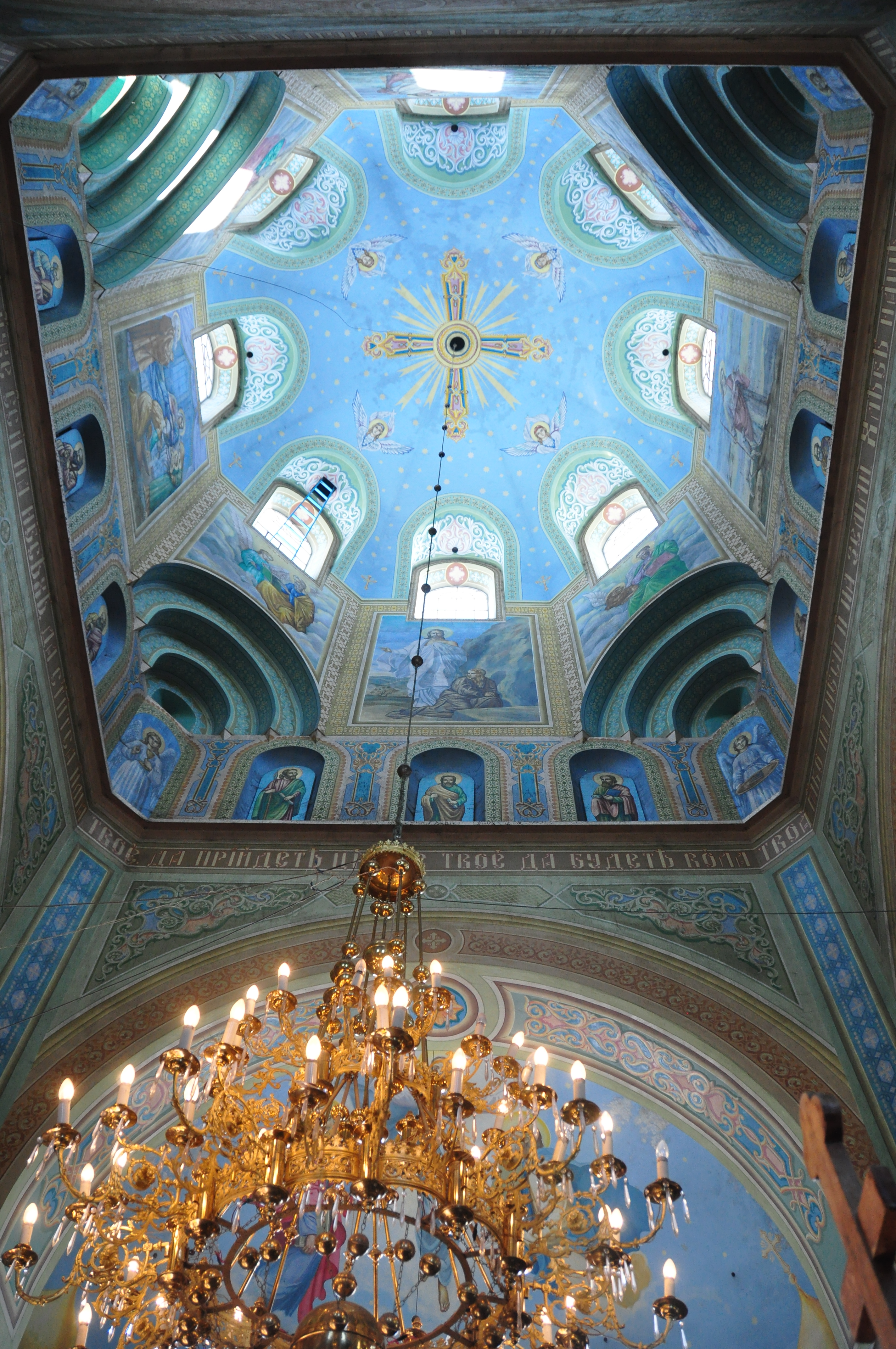
Купол церкви Успіння Пресвятої Богородиці (с. Великі Глібовичі)

### Церква Успіння Пресвятої Богородиці
У 1731-1929 роках в селі функціонувала дерев'яна церква святих Кузьми та Дем'яна, яку було розібрано у 1938 році. Натомість, у 1927-1929 роках, за проєктом архітектора [[Левинський Лев Львович|Лева Левинського, збудована церква Успіння Пресвятої Богородиці, яка функціонує донині. Чин урочистого освячення церкви здійснив 28 серпня 1931 року єпископ Кир Іван Бучко. Від цього часу у храмі служили о. Михайло Бобовник (за його служіння і відбувалося будівництво церкви), о. Кучабський Володимир, якого за відмову перейти до московського патріархату енкаведисти жорстоко побили, о. Іван Король, о. Володимир Підсаднюк, о. Петро Костюк, о. Степан Бліхар, о. Володимир Пігічин. Нині парохом храму є о. Микола Стручинський, а його сотрудником — о. Ігор Солдак. Від 14 квітня 1994 року храм визнаний пам'яткою архітектури місцевого значення під охоронним номером 2881-м. Біля церкви збереглася дерев'яна триярусна дзвіниця збудована у першій половині XVIII століття і також має статус пам'ятки архітектури національного значення під охоронним номером 469-м. Нині храм перебуває в користуванні релігійної громади Української греко-католицької церкви парафії Успіння Пресвятої Богородиці. При парафії діють спільноти «Матері в молитві», «Живої вервиці», «Спільнота подружніх пар», церковний хор «Гармонія», діє катехитична школа під керівництвом с. Вінкентії зі Згромадження Сестер Пресвятої Родини. 

### Костел Святого Хреста
Мурований костел Святого Хреста збудований у 1907 році завдяки зусиллям настоятеля храму у Старому Селі о. Лаврентія Ожги. Від 1909 року тут вже здійснювали богослужіння. 1911 року тут постала парафіяльна експозитура, до якої увійшли також ще чотири сусідні села. І перший експозит о. Йосиф Ольхувка обслуговував тоді майже 1200 вірян. Самостійну парафію у селі заснували 1925 року. Від 1935 року понад 1600 місцевих парафіян перебували під опікою адміністратора о. Мар'яна Клоновського. Ймовірно, що завдяки йому та було здійснено частковий ремонт храму. Костел мав три дерев'яні вівтарі (головний із образом Христа Розіп'ятого та бічні Пресвятого Серця Ісуса і Матері Божої Святого Розарію), а також дзвіницю із трьома дзвонами. Наприкінці 1930-х років до парафії продовжували належати ті ж чотири села, у тому числі Суходіл із філіальною дерев'яною каплицею 1925 року.
У 1946 році костел зачинений і радянська влада стала використовувати храм як столярний цех, поділивши його на два поверхи. Нині ж колишнім римсько-католицьким храмом формально послуговується в якості складського приміщення приватне деревообробне підприємство, проте занедбаний стан будівлі свідчить, що нею не користуються.

### Меморіали, пам'ятники
- Пам'ятний хрест на згадку про скасування панщини у 1848 році або ж хрест Свободи, відновлений у 1990 році[15].
- Символічна могила-курган «Борцям за волю України»[15].

## Відомі люди

### Народилися
- Горбаль Іван Петрович — стрілець УПА, лицар Золотого хреста бойової заслуги УПА 1 класуЗолотим хрестом бойової заслуги 1 класу.
- о. Тарантюк Юліан Степанович  (1901 — 1984) — український греко-католицький священник, громадський діяч, засновник «Просвіти» у селах Нижня Лукавиця та Негівці.

### Пов'язані з селом
- о. Кучабський Володимир — парох села з кінця 1944 року.
- Головінський Юліан Миколайович — сотник УГА, командант VI (Равської) бригади УГА, потім II бригади Червоної Української Галицької Армії, співорганізатор Української військової організації, бойовий референт, крайовий командант УВО, крайовий провідник ОУН.